# Orașe desemnate (Japonia)
Un oraș desemnat (指定都市 shitei toshi?) din Japonia este un oraș care are o populație de peste 500.000 de locuitori și care a fost desemnat ca atare în baza articolului 252, paragraful 19 al Legii Autonomiei Locale.

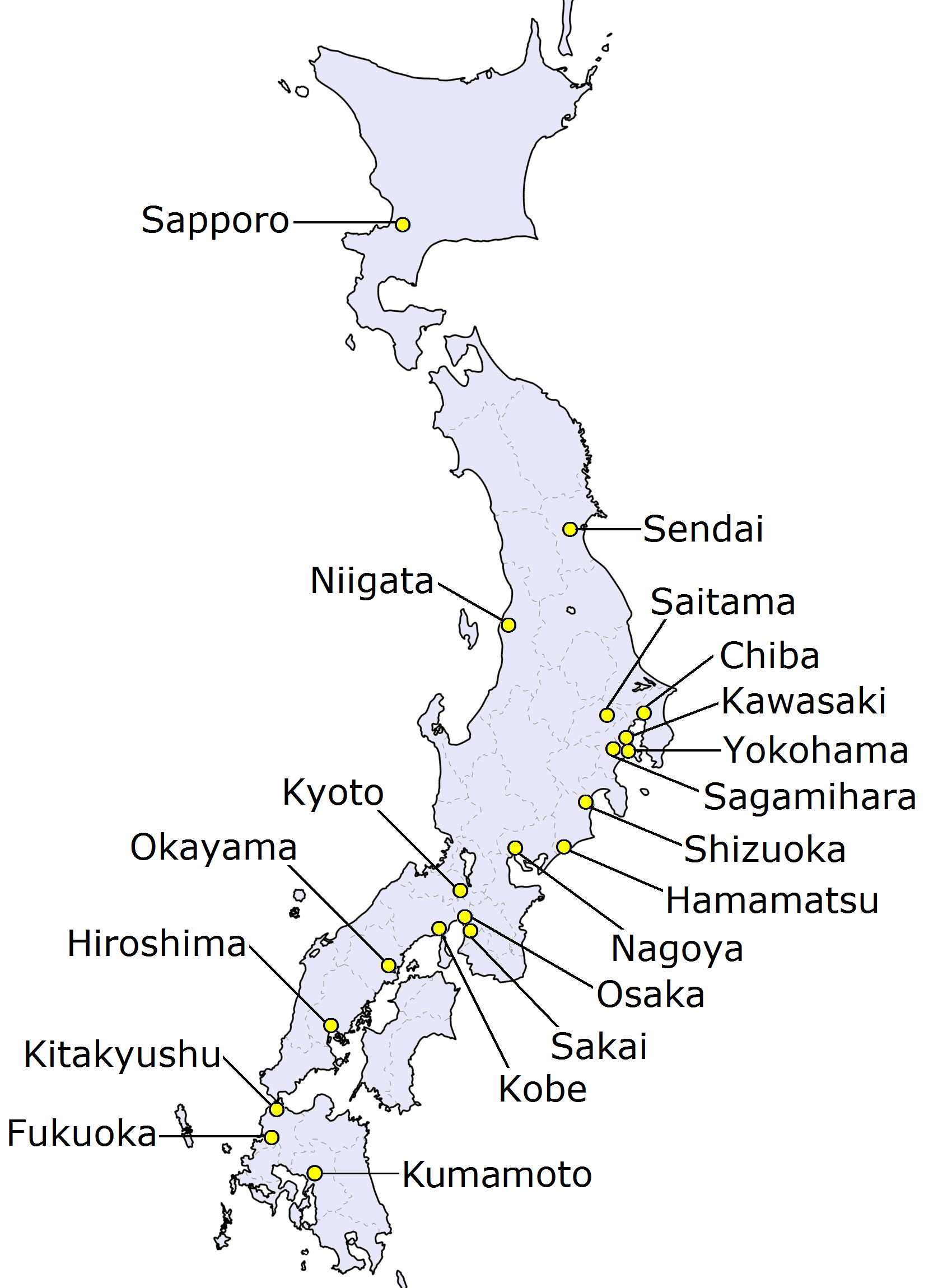
Harta oraşelor desemnate din Japonia

Orașelor desemnate li se deleagă funcții efectuate de obicei de către prefecturi, de exemplu în domeniile: educație publică, ajutor social, igienă publică, planificare urbană, având competență să elibereze permise de activitate economică și să colecteze impozite.
Aceste orașe sunt împărțite în subdiviziuni administrative numite ku (区 ku?), unde se păstrează de exemplu registrul familial (koseki) și registrul de domiciliu (jūminhyō). Cele 23 de subdiviziuni administrative ku din alcătuirea orașului Tokio sunt practic orașe independente, deoarece capitala are același statut ca o prefectură.

## Lista orașelor desemnate și a sectoarelorku
- Scris cu aldine este sectorul unde se află primăria.

| Regiune  | Prefectura | Desemnat oraș                        | Desemnat pe data de (an, lună,zi) | Sectoare | Sectoare |
| Regiune  | Prefectura | Desemnat oraș                        | Desemnat pe data de (an, lună,zi) | Număr    | Listă |
| -------- | ---------- | ------------------------------------ | --------------------------------- | -------- | --- |
| Hokkaidō | Hokkaidō   | Sapporo 札幌 (さっぽろ)              | 1972-04-01                        | 10       | Chūō, Kita, Higashi, Shiroishi, Toyohira, Minami, Nishi, Atsubetsu, Teine, Kiyota |
| Tōhoku   | Miyagi     | Sendai 仙台 (せんだい)               | 1989-04-01                        | 5        | Aoba, Miyagino, Wakabayashi, Taihaku, Izumi |
| Kantō    | Saitama    | Saitama さいたま (埼玉)              | 2003-04-01                        | 10       | Nishi, Kita, Ōmiya, Minuma, Chūō, Sakura, Urawa, Minami, Midori, Iwatsuki |
| Kantō    | Chiba      | Chiba 千葉 (ちば)                    | 1992-04-01                        | 6        | Chūō, Hanamigawa, Inage, Wakaba, Midori, Mihama |
| Kantō    | Kanagawa   | Yokohama 横浜 (よこはま)             | 1956-09-01                        | 18       | Tsurumi, Kanagawa, Nishi, Naka, Minami, Hodogaya, Isogo, Kanazawa, Kōhoku, Totsuka, Kōnan, Asahi, Midori, Seya, Sakae, Izumi, Aoba, Tsuzuki                                                                                           |
| Kantō    | Kanagawa   | Kawasaki 川崎 (かわさき)             | 1972-04-01                        | 7        | Kawasaki, Saiwai, Nakahara, Takatsu, Tama, Miyamae, Asao |
| Kantō    | Kanagawa   | Sagamihara 相模原 (さがみはら)       | 2010-04-01                        | 3        | Midori, Chūō, Minami |
| Chūbu    | Niigata    | Niigata 新潟 (にいがた)              | 2007-04-01                        | 8        | Kita, Higashi, Chūō, Kōnan, Akiha, Minami, Nishi, Nishikan |
| Chūbu    | Shizuoka   | Shizuoka 静岡 (しずおか)             | 2005-04-01                        | 3        | Aoi, Suruga, Shimizu |
| Chūbu    | Shizuoka   | Hamamatsu 浜松 (はままつ)            | 2007-04-01                        | 7        | Naka, Higashi, Nishi, Minami, Kita, Hamakita, Tenryū |
| Chūbu    | Aichi      | Nagoya 名古屋 (なごや)               | 1956-09-01                        | 16       | Chikusa, Higashi, Kita, Nishi, Nakamura, Naka, Shōwa, Mizuho, Atsuta, Nakagawa, Minato, Minami, Moriyama, Midori, Meitō, Tenpaku |
| Kinki    | Kyoto      | Kyoto 京都 (きょうと)                | 1956-09-01                        | 11       | Kita, Kamigyō, Sakyō, Nakagyō, Higashiyama, Shimogyō, Minami, Ukyō, Fushimi, Yamashina, Nishikyō |
| Kinki    | Osaka      | Osaka 大阪 (おおさか)                | 1956-09-01                        | 24       | Miyakojima, Fukushima, Konohana, Nishi, Minato, Taishō, Tennōji, Naniwa, Nishiyodogawa, Higashiyodogawa, Higashinari, Ikuno, Asahi, Jōtō, Abeno, Suminoe, Higashisumiyoshi, Nishinari, Yodogawa, Tsurumi, Suminoe, Hirano, Kita, Chūō |
| Kinki    | Osaka      | Sakai 堺 (さかい)                    | 2006-04-01                        | 7        | Sakai, Naka, Higashi, Nishi, Minami, Kita, Mihara |
| Kinki    | Hyōgo      | Kobe 神戸 (こうべ)                   | 1956-09-01                        | 9        | Higashinada, Nada, Hyōgo, Nagata, Suma, Tarumi, Kita, Chūō, Nishi |
| Chūgoku  | Okayama    | Okayama 岡山 (おかやま)              | 2009-04-01                        | 4        | Kita, Naka, Higashi, Minami |
| Chūgoku  | Hiroshima  | Hiroshima 広島 (ひろしま)            | 1980-04-01                        | 8        | Naka, Higashi, Minami, Nishi, Asaminami, Asakita, Aki, Saeki |
| Kyūshū   | Fukuoka    | Kitakyūshū 北九州 (きたきゅうしゅう) | 1963-04-01                        | 7        | Moji, Wakamatsu, Tobata, Kokura Kita, Kokura Minami, Yahata Higashi, Yahata Nishi |
| Kyūshū   | Fukuoka    | Fukuoka 福岡 (ふくおか)              | 1972-04-01                        | 7        | Higashi, Hakata, Chūō, Minami, Nishi, Jōnan, Sawara |